# Henri Kervyn

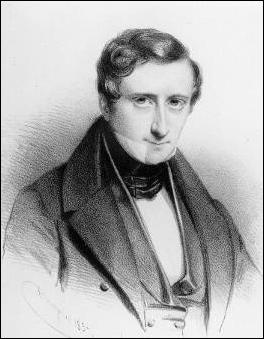
Henri Kervyn

Henri Joseph Marie Kervyn (Gent, 30 januari 1809 - Mechelen, 23 oktober 1894) was een Belgisch volksvertegenwoordiger en burgemeester.

## Levensloop
Jonkheer Henri Kervyn was een zoon van Constantin Kervyn en van Marie de Kerchove. Hij trouwde met Emilie van Hoobrouck (1817-1891). Ze kregen twaalf kinderen en hebben een talrijk nageslacht.
In 1833 en tot in 1842 was hij burgemeester van Merendree.
In juni 1835 werd hij katholiek volksvertegenwoordiger voor het arrondissement Gent in opvolging van Adolphe della Faille d'Huysse. Hij vervulde dit mandaat tot in 1847.
Van 1847 tot 1879 was hij inspecteur voor het lager onderwijs in de provincie Oost-Vlaanderen.
Hij was verder nog:
- beheerder van de Société de Tissage à la Mécanique,
- secretaris van de Adviescommissie voor Vlaamse Zaken,
- lid van het inspectie- en toezichtscomité van de School van Landbouwvernieuwing in Ruiselede,
- lid van het inspectie- en toezichtscomité van de Scholen van Landbouwvernieuwing in Ruiselede en Beernem,
- lid van de Centrale Commissie van het Basisonderwijs.